# Baldwin Rocks
Die Baldwin Rocks sind Felsvorsprünge im Norden von David Island vor der Küste des ostantarktischen Königin-Marie-Lands. Sie ragen 4 km nordwestlich des Watson Bluff auf.
Teilnehmer der Australasiatischen Antarktisexpedition (1911–1914) unter der Leitung des australischen Polarforschers Douglas Mawson kartierten diese Formation. Mawson benannte sie nach dem australischen Astronomen Joseph Mason Baldwin (1878–1945).